# Dodecatheon poeticum
Dodecatheon poeticum är en viveväxtart som beskrevs av L. F. Henderson. Dodecatheon poeticum ingår i släktet Dodecatheon och familjen viveväxter. Inga underarter finns listade i Catalogue of Life.

## Bildgalleri

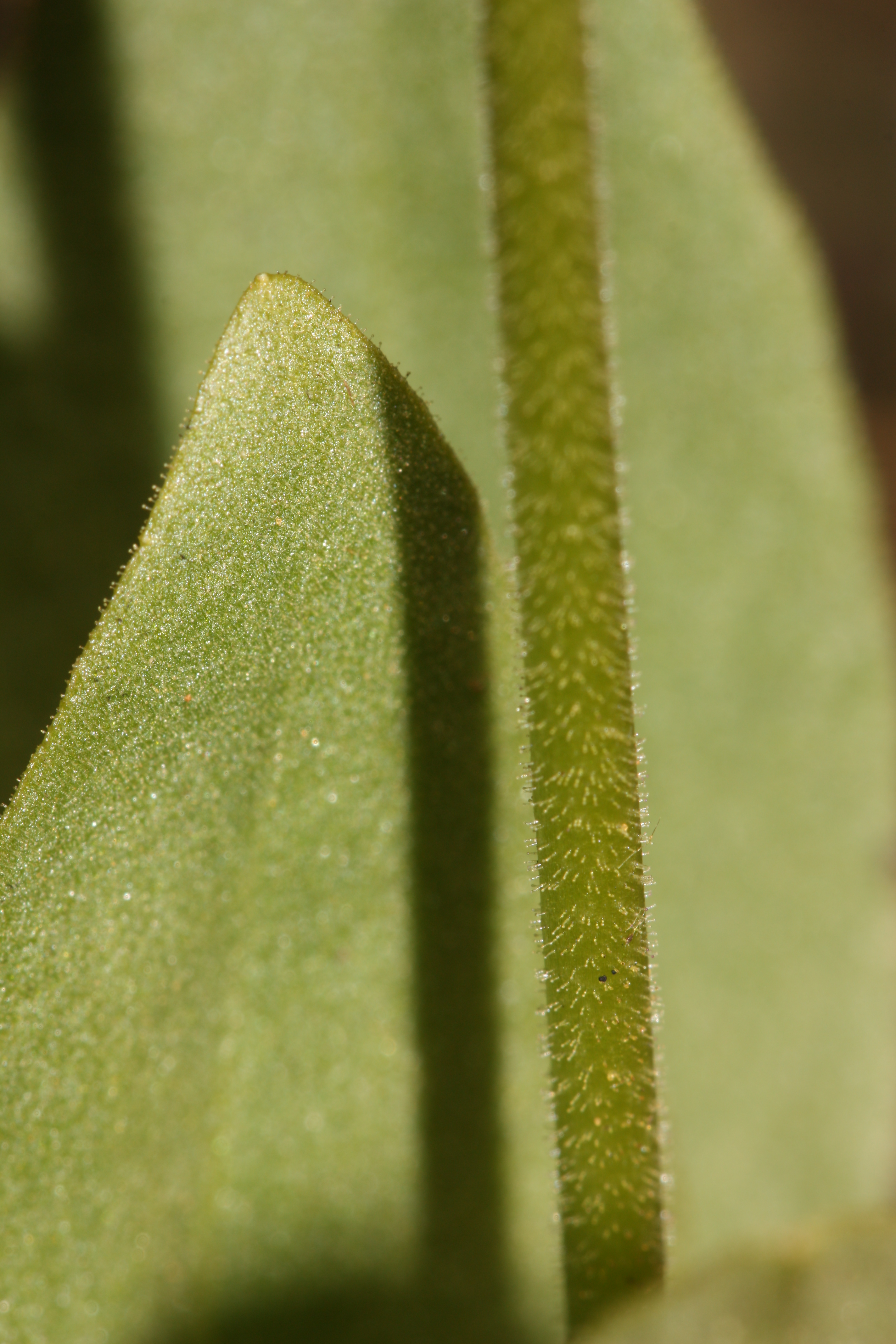
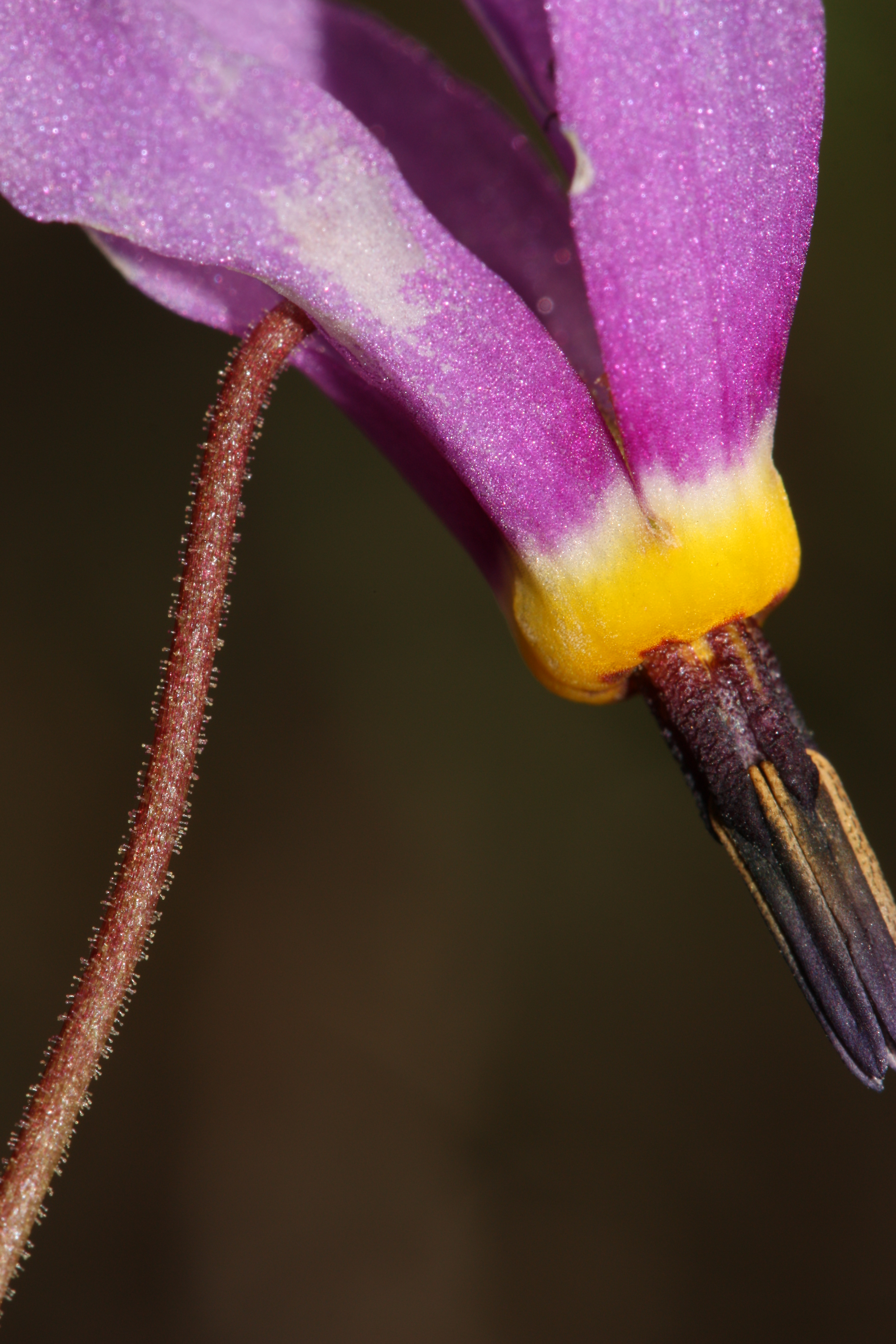
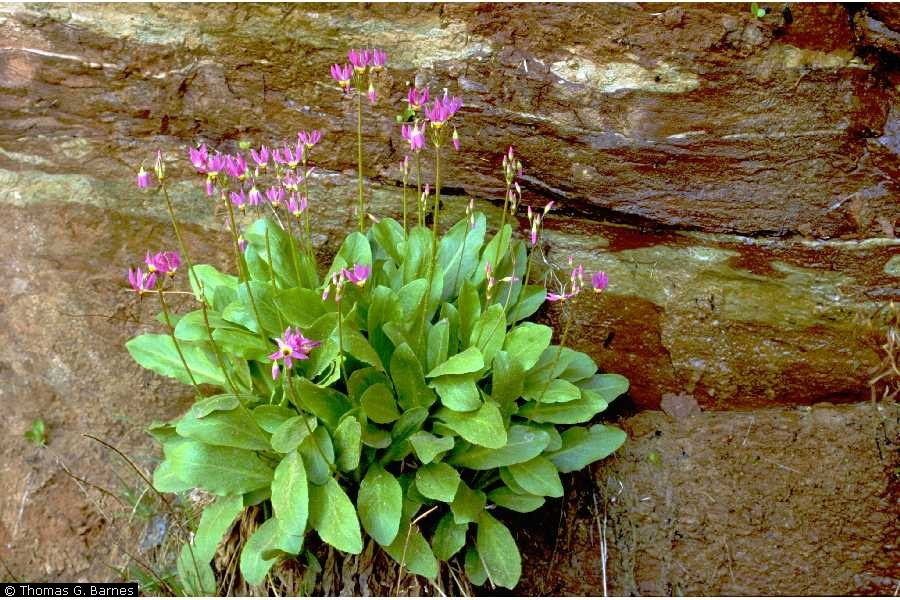
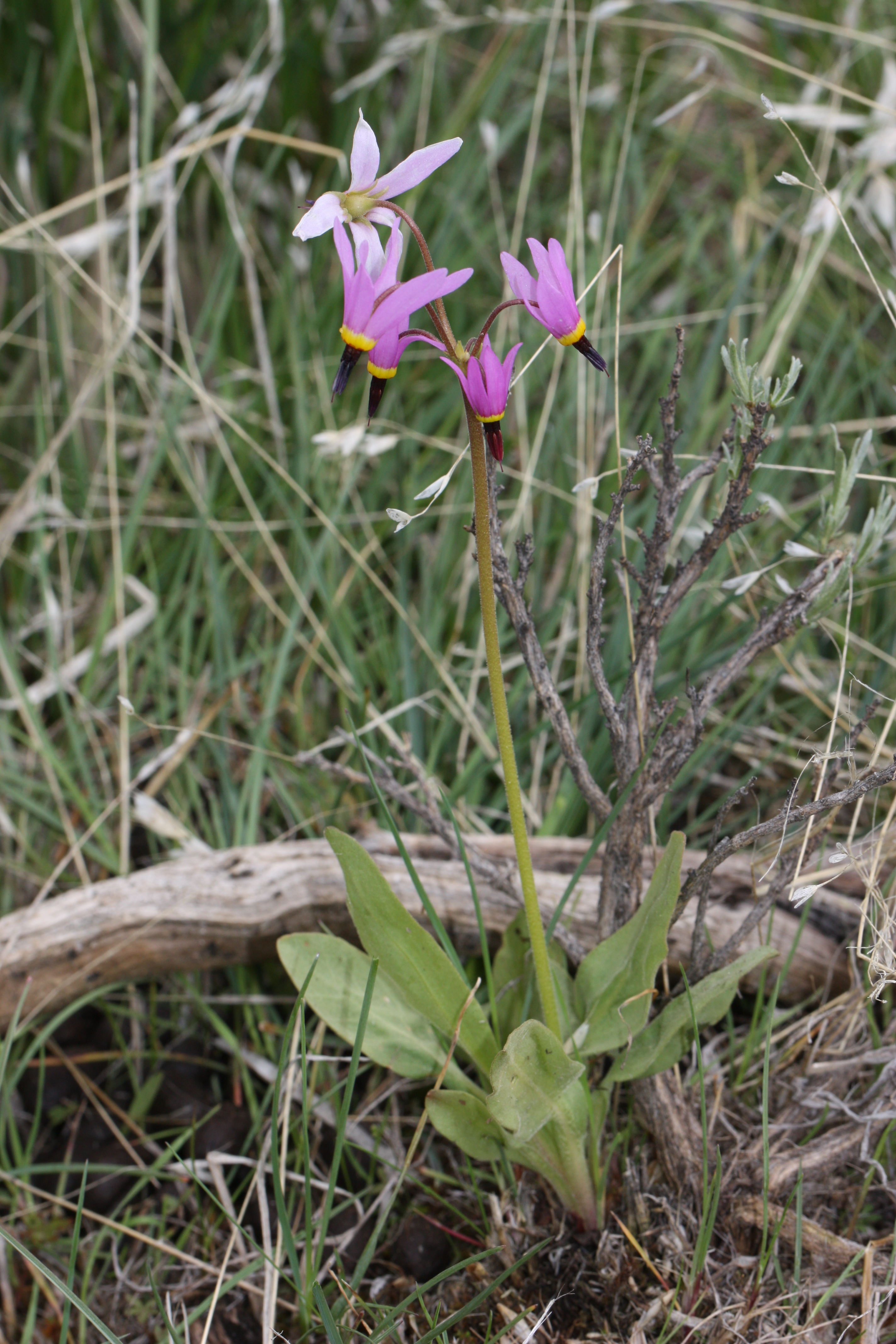
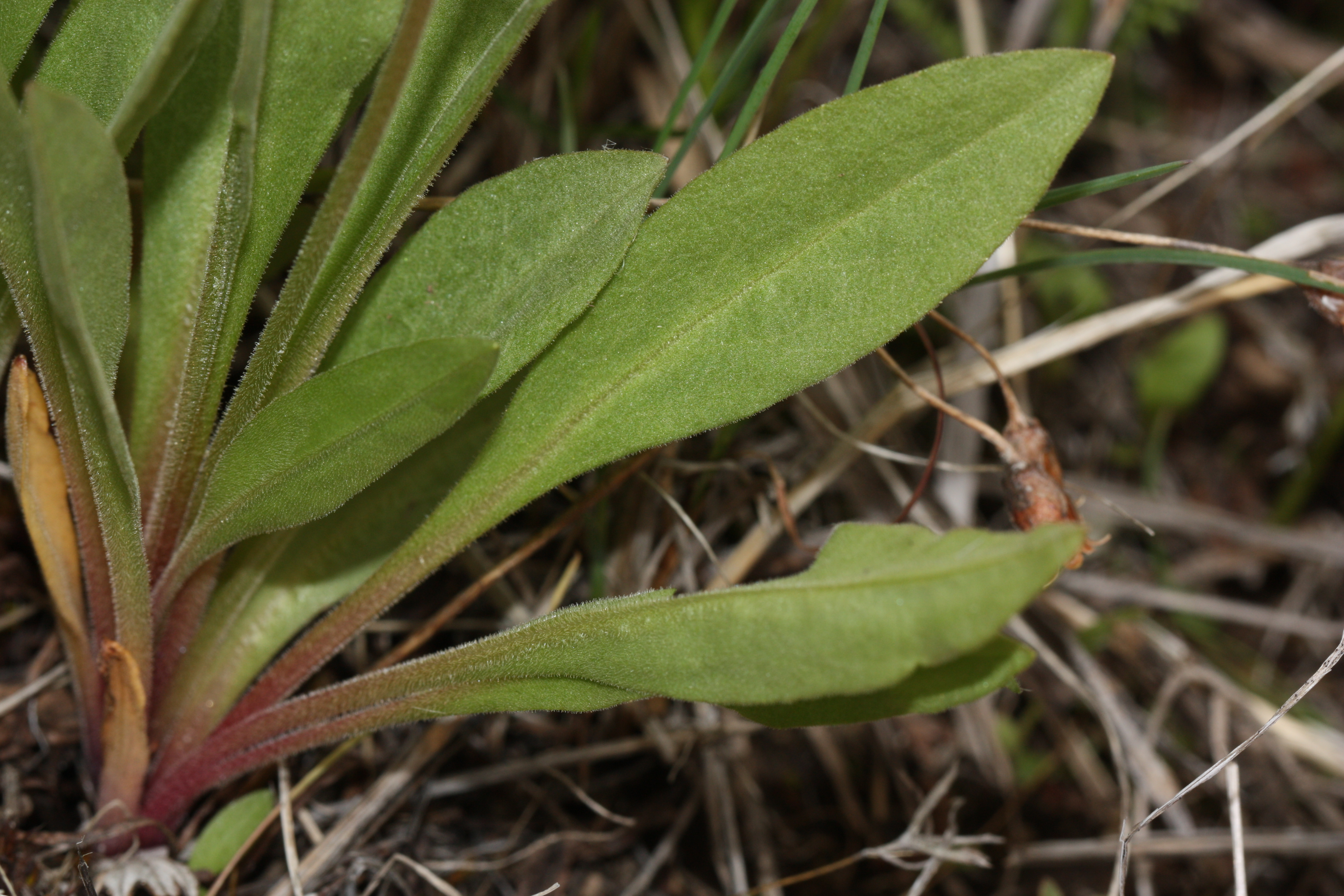
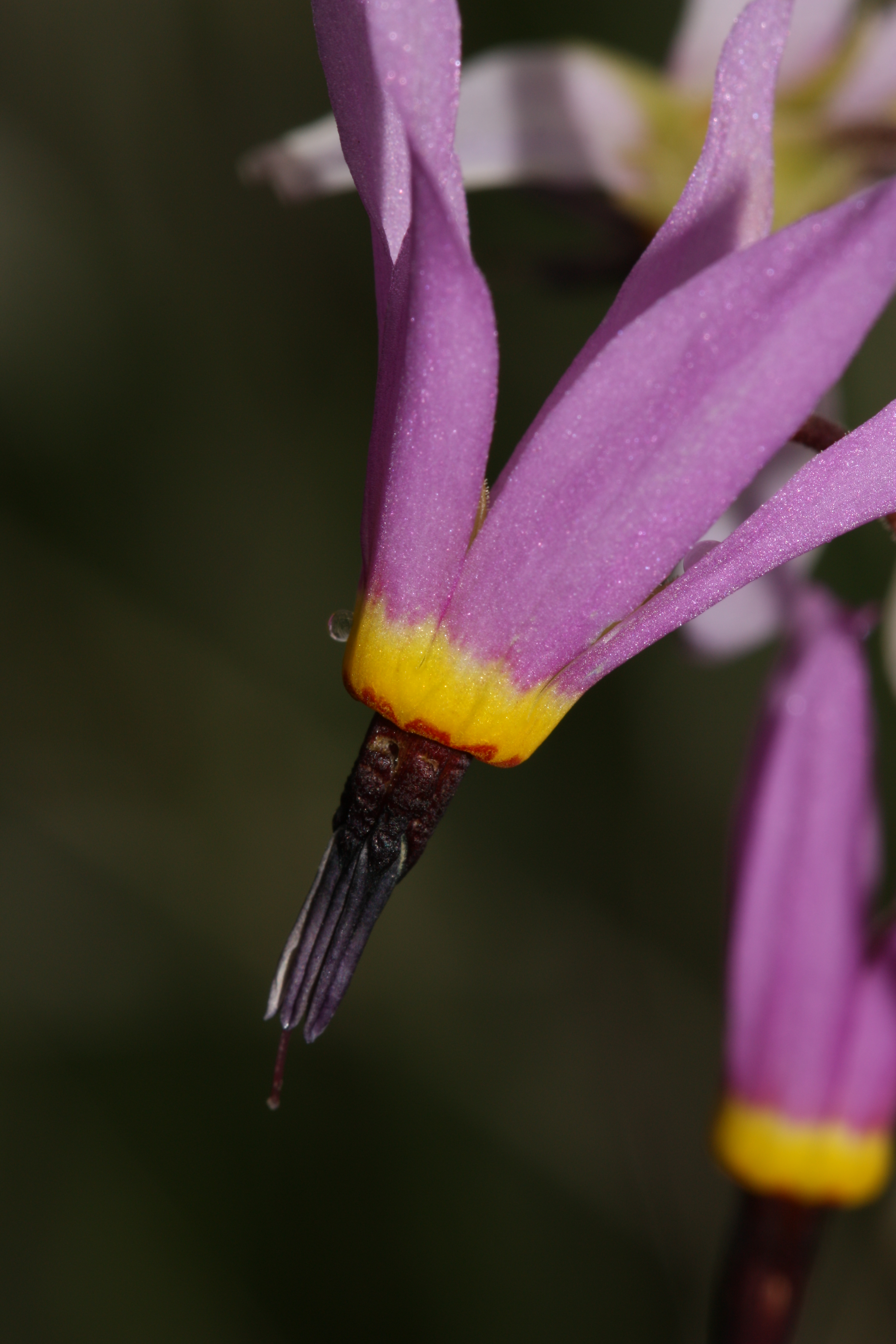